# Station Leeuwarden Werpsterhoeke
Station Leeuwarden Werpsterhoeke is een gepland spoorwegstation aan de Spoorlijn Zwolle - Leeuwarden in het zuiden van Leeuwarden. Het wordt onderdeel van een groot transferium nabij knooppunt Werpsterhoek, ten westen van de nieuwbouwwijken De Zuidlanden en Zuiderburen, en ten zuiden van de geplande nieuwbouwwijk Middelsee.
In 2018 werden twee onderdoorgangen voor auto- en fietsverkeer in gebruik genomen. De realisering en ingebruikname van het station waren voorzien ergens na 2018, afhankelijk van de ontwikkeling van de woningbouw in de omgeving. In 2023 maakte ProRail bekend dat ingebruikname in 2028 of later gepland is.